# Валки (Житомирський район)
Ва́лки — село в Україні, у Новоборівській селищній територіальній громаді Житомирського району Житомирської області. До 1923 року — колонія. Кількість населення становить 101 особу (2001).

## Населення
У 1906 році в поселенні налічувалося 128 жителів, дворів — 22. Станом на 1923 рік у поселеннях Валки, Гутка та Камінь нараховувалося 66 дворів та 369 мешканців.
Відповідно до результатів перепису населення СРСР, кількість населення, станом на 12 січня 1989 року, становила 131 особу.
За даними перепису 2001 року населення села становило 101 особу, з них 95,05 % зазначили рідною українську мову, а 4,95 % — російську.

## Історія
У 1906 році — колонія Горошківської волості (1-го стану) Житомирського повіту Волинської губернії. Відстань до губернського та повітового центру, м. Житомир, становила 55 верст, до волосного центру, містечка Горошки — 12 верст. Найближче поштово-телеграфне відділення розташовувалося у Горошках.
У 1923 році — сільце, увійшло до складу новоствореної Гацьківсько-Руднянської сільської ради, яка, 7 березня 1923 року, включена до складу новоутвореного Кутузівського (згодом — Володарський, Володарсько-Волинський) району Житомирська (згодом — Волинська) округи. Розміщувалася за 16 верст від районного центру, міст. Кутузове, та 3 версти — від центру сільської ради, с. Гацьківська Рудня. У 1920—30—х роках в селі існувала початкова школа.
11 серпня 1954 року, внаслідок укрупнення сільських рад, село підпорядковане новоствореній Ягодинській сільській раді Володарськ-Волинського району. 5 березня 1960 року, рішенням Житомирського облвиконкому, Ягодинську сільську раду ліквідовано, село включене до складу Новоборівської селищної ради Володарсько-Волинського району. 30 грудня 1962 року, в складі селищної ради, увійшло до Черняхівського району Житомирської області. 7 січня 1963 року, відповідно до рішення Житомирського облвиконкому № 2 «Про зміну адміністративної підпорядкованості окремих сільських рад і населених пунктів», село підпорядковане відновленій Ягодинській сільській раді Черняхівського району. 8 грудня 1966 року, в складі сільської ради, передане до відновленого Володарсько-Волинського району.
10 серпня 2015 року увійшло до складу новоствореної Новоборівської селищної територіальної громади Хорошівського району Житомирської області. Від 19 липня 2020 року, разом з громадою, в складі новоутвореного Житомирського району Житомирської області.